# Sharey Chuattar
Sharey Chuattar è un film del 1953 diretto da Nirmal Dey.

## Trama
Rajanibabu è il proprietario della pensione "Annapurna" per soli uomini. Rajanibabu dovrà affrontare molti problemi per aver ospitato una ragazza.

## Ricezione
Il leggendario Satyajit Ray ha definito questo film come uno dei migliori film comici dell'era del cinema bengalese parlato, con una sceneggiatura serrata e la buona regia di Nirmal Dey. Il film ha lanciato Uttam Kumar e Suchitra Sen nell'industria cinematografica. Il film è diventato un successo travolgente al botteghino e è rimasto in programmazione per oltre 56 giorni nei cinema. Questo film ha stabilito Uttam e Suchitra nell'industria cinematografica. The Times of India ha definito il film "uno dei migliori vecchi film comici bengalesi che è ancora un must-watch".